# Stechow (Stechow-Ferchesar)
Stechow ist ein Ortsteil der Gemeinde Stechow-Ferchesar im Landkreis Havelland in Brandenburg. Der Ort gehört dem Amt Nennhausen an und war bis zum 31. Dezember 2002 eine eigenständige Gemeinde.

## Lage
Stechow liegt am östlichen Rand des Naturschutzgebietes Riesenbruch im Westhavelland, etwa neun Kilometer Luftlinie östlich der Stadt Rathenow. Im Norden grenzt die Gemarkung des Dorfes teilweise an den Ferchesarer See. Die Gemarkung von Stechow grenzt im Norden an Ferchesar, im Osten an Kotzen, im Südosten an Gräningen, im Süden an Bamme, im Westen an die Stadt Rathenow und im Nordwesten an Semlin.
Der Ort liegt an der Bundesstraße 188 und an der Kreisstraße 6317. Südlich von Stechow zweigt die Landesstraße 982 von der B 188 ab. Im Süden wird die Gemarkung kurzzeitig von der Bahnstrecke Berlin–Lehrte geschnitten.

## Geschichte
Der Name Stechow taucht erstmals im Jahr 1317 in Verbindung mit dem Personennamen Eberhardo de Stechow auf. Erstmals urkundlich erwähnt wurde das Dorf Stechow im Landbuch der Mark Brandenburg aus dem Jahr 1375. Der Ortsname deutet auf eine slawische Ortsgründung hin, später wurden die slawischen Bewohner während der Ostkolonisation des 13. Jahrhunderts durch deutsche Siedler verdrängt. Der Ortsname bezeichnet die „Siedlung eines Mannes, der den Namen Sdech trägt“. Bereits von der Ersterwähnung an war Stechow nachweislich ein Besitz des Adelsgeschlechtes von Stechow, das in dem Dorf sein Stammhaus hatte. Das Besitztum bestand aus mehreren Rittergütern am Ort, was besonders im Havelland durch die geschichtliche Entwicklung bei der frühen Lehnsvergabe weit verbreitet war.

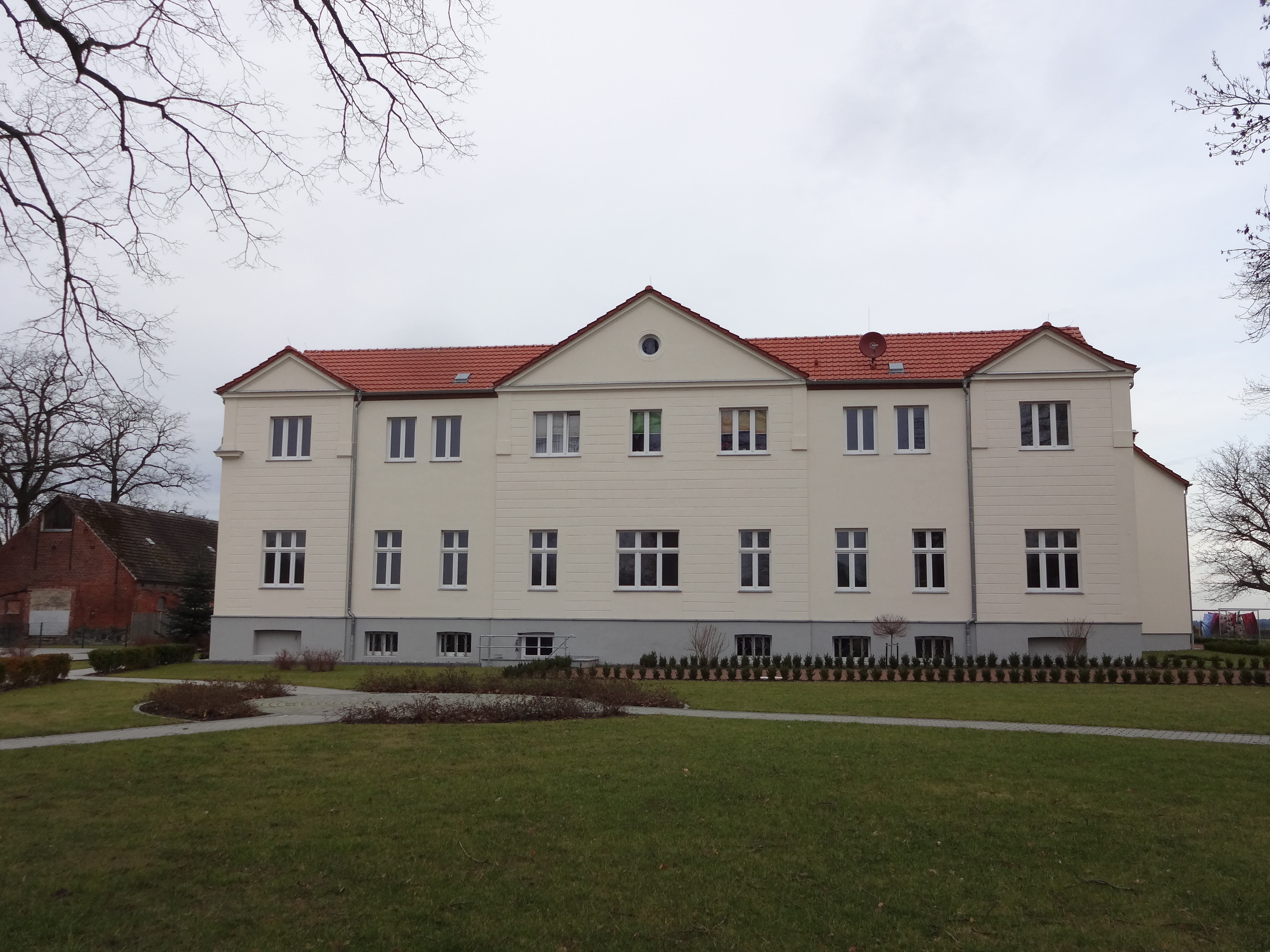
Gutshaus Stechow

Aufgrund größer werdender Schulden mussten die von Stechow immer wieder Teile ihrer Besitztümer verkaufen. Der damalige Gutsherr Caspar Heinrich von Stechow konnte das Gutshaus noch bis 1725 halten und bot es danach einem Verwandten in Kotzen zum Kauf an. Dieser konnte jedoch den Kaufpreis nicht bezahlen und seine Güter wurden an den Hauptmann Ludwig von Bredow zu Liepe verkauft. 1877 wurde das alte Gutshaus von Stechow abgerissen und ein neues Gebäude errichtet. Zwei Güter, I und II, konnten die von Stechow über die Mitte des 19. Jahrhunderts noch einige Jahre führen. Zwei Güter, III und IV, in Stechow verblieben durch Vererbungen dann in der Hand der alten mittelmärkischen Adelsfamilie. Über Karl von Bredow-Landin (1777–1825), der Besitzungen im Havelland und in der Prignitz hatte, folgt der Johanniterritter und Major Hermann von Bredow, dann dessen zweiten Sohn Paul von Bredow (1847–1915), seines Zeichens Generalleutnant z. D., verheiratet mit Marie Freiin von Langermann und Erlencamp, weiter bis zur Enteignung während der Bodenreform in der Sowjetischen Besatzungszone blieb Gut Stechow im Eigentum der von Bredow. Letzter Gutsherr war Wilhelm von Bredow, auf Stechow und Lochow. Sein Sohn aus erster Ehe starb als Leutnant im Krieg. Die heutigen Nachfahren stammen aus seiner zweiten Ehe mit Brigitte von Bredow-Bötzow. Das Brandenburgische Güter-Adressbuch weits für die Rittergüter Stechow III und IV genau 705 ha aus. Die Güter wurden verwaltet von Förster Wolff und Inspektor Hartmann. Die insgesamt 1091 ha umfangreichen Rittergüter Stechow I und II wiederum gehörten den Erben des Grafen von und zu Westerholt-Cysenburg, in Verwaltung von Major von Bose.
Von 1817 an gehörte Stechow zum Kreis Westhavelland in der preußischen Provinz Brandenburg. Vom 2. April 1900 bis 1945 hatte Stechow einen Haltepunkt an der Strecke der Kreisbahn Rathenow-Senzke-Nauen. Nach der Enteignung der von Bredow nach dem Zweiten Weltkrieg wurde das Gutshaus größtenteils abgerissen. In der Folgezeit waren in dem Gutshaus zunächst Heimatvertriebene aus den deutschen Ostgebieten untergebracht, ab den 1950er-Jahren wurde das Gebäude als Schule und Kindergarten genutzt. Am 25. Juli 1952 wurde der Landkreis Westhavelland aufgelöst und Stechow kam zum Kreis Rathenow im DDR-Bezirk Potsdam. Nach der Wiedervereinigung lag die Gemeinde erst im Landkreis Rathenow, seit dem 6. Dezember 1993 liegt Stechow im Landkreis Havelland.
Am 31. Dezember 2002 fusionierte Stechow mit Ferchesar zu der neuen Gemeinde Stechow-Ferchesar. Die Grundschule in Stechow wurde 2004 aufgrund zu geringer Auslastung geschlossen, die Kinder des Ortes besuchen seitdem die Grundschule in Nennhausen.

## Sehenswürdigkeiten

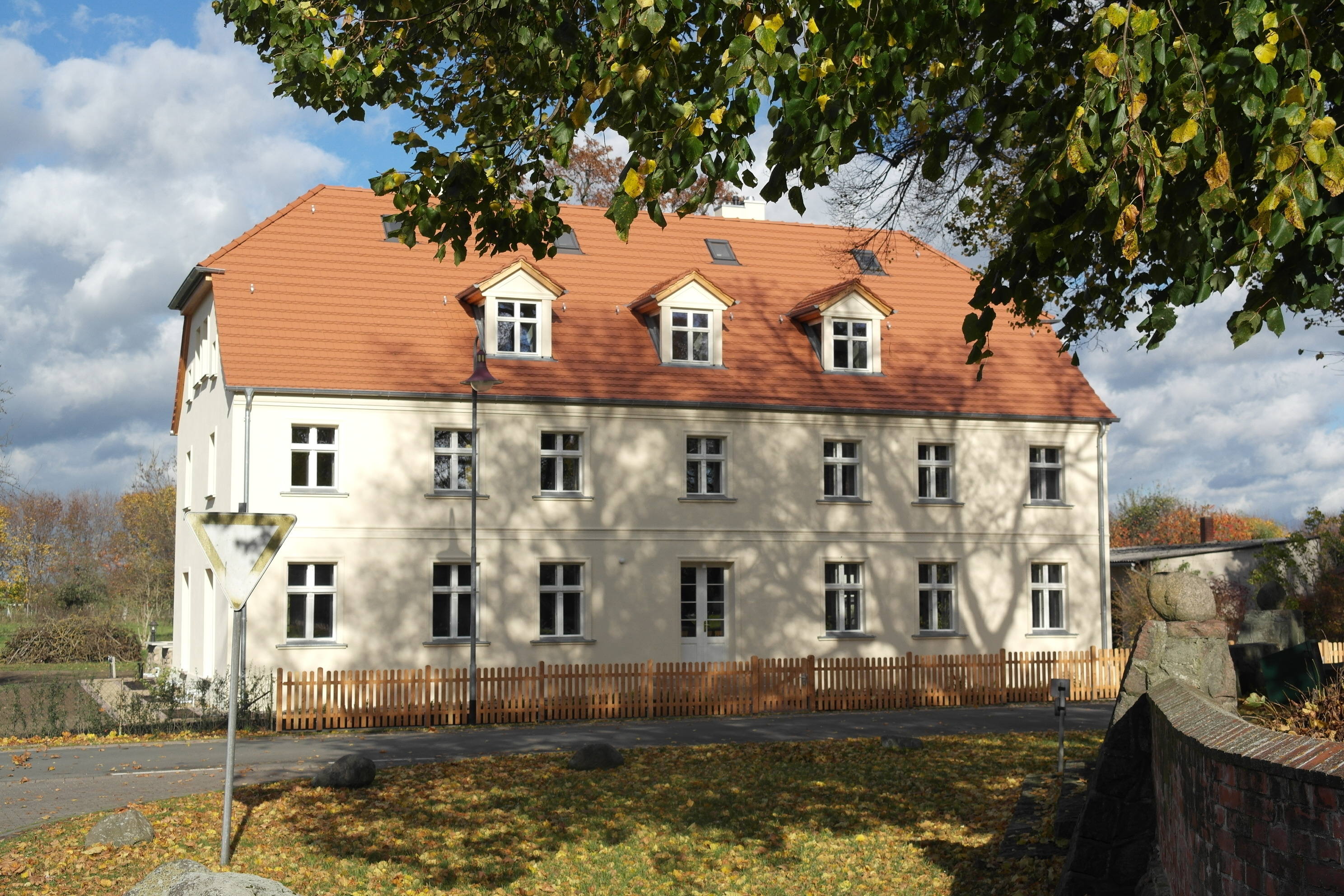
Pfarrhaus

Die Dorfkirche von Stechow ist ein ursprünglich altgotischer Feldsteinbau. Das Baujahr ist nicht sicher bekannt, es wird von 1469 ausgegangen. Bereits 1375 wurde Stechow als Pfarrdorf erwähnt. Ab 1731 erfolgte ein umfangreicher Umbau der Kirche, die einen dreiseitigen Ostschluss und einen quadratischen Fachwerkdachturm erhielt. Der Altar der Dorfkirche stammt aus dem Jahr 1736. 1779 wurde das Pfarrhaus neben der Kirche erbaut. Im Jahr 1856 wurde die von Friedrich Hermann Lütkemüller gebaute Orgel in der Kirche geweiht. Zwischen 2012 und 2015 wurden an der Kirche Renovierungsarbeiten durchgeführt.

## Bevölkerungsentwicklung
| Jahr | Einwohner |
| ---- | --------- |
| 1875 | 464       |
| 1890 | 449       |
| 1910 | 485       |

| Jahr | Einwohner |
| ---- | --------- |
| 1925 | 541       |
| 1933 | 507       |
| 1939 | 542       |

| Jahr | Einwohner |
| ---- | --------- |
| 1946 | 801       |
| 1950 | 750       |
| 1964 | 557       |

| Jahr | Einwohner |
| ---- | --------- |
| 1971 | 520       |
| 1981 | 471       |
| 1989 | 479       |

| Jahr | Einwohner |
| ---- | --------- |
| 1995 | 463       |
| 2001 | 557       |

Gebietsstand des jeweiligen Jahres

## Söhne und Töchter des Ortes
- Clara Schuch (1879–1936), Politikerin (SPD), Mitglied des Reichstages 1920–1933, geboren in Stechow
- Christoph von Bredow (1930–2016), Politiker (CDU), 1990–1994 Landtagsabgeordneter in Niedersachsen, geboren in Stechow